# ジュナイド・ハン
ジュナイド・ハン（Junaid Khan、1857年 - 1938年）は、ヒヴァ・ハン国の人物。

## 概要
トルクメン・ヨムート族の出身。ホラズムの才能がある軍事司令官であり、十月革命後の1918年から1920年まで、ホラズムを実質的に支配した。
ジュナイド・ハンは、さまざまな理由で、新興のトルキスタン自治ソビエト社会主義共和国と、その後中央アジアにあるソビエト連邦構成共和国と数年間、多くの戦闘をおこなった。初めはいくつかの戦いに勝利したが、その後ジュナイド・ハンは最も重要な戦いで負けて、脱出して初めはイランに、次にアフガニスタンに逃げ、最終的に1938年に死亡した。